# P.C.R. Messina 1994-1995
La stagione 1994-1995 della P.C.R. Messina è stata la prima in cui ha preso parte alla massima serie nazionale del campionato italiano femminile di pallacanestro.
La società messinese è arrivata 4ª in Serie A1 e ha partecipato ai play-off.

## Verdetti stagionali
Competizioni nazionali
- Serie A1:

stagione regolare: 4º posto su 14 squadre (17-9).
eliminata in semifinale scudetto

## Rosa
| Giocatori |
| --------- |

| N° | Naz.                   | Ruolo | Sportivo          | Anno | Alt. |  |
| -- | ---------------------- | ----- | ----------------- | ---- | ---- |  |
|    | Stati Uniti (bandiera) | C     | Jennifer Gillom   | 1964 | 191  |  |
|    | Stati Uniti (bandiera) | A     | Janice Lawrence   | 1962 | 191  |  |
|    | Italia (bandiera)      | G     | Cristina Correnti | 1972 | 178  |  |
|    | Italia (bandiera)      | P     | Angela Adamoli    | 1972 | 178  |  |
|    | Italia (bandiera)      | P     | Silvia Daprà      | 1961 | 173  |  |
|    | Italia (bandiera)      | A     | Elisabetta Pasini | 1967 | 180  |  |
|    | Italia (bandiera)      | G     | Anna Guida        | 1971 | 173  |  |
|    | Italia (bandiera)      | C     | Claudia Gasperini | 1974 | 188  |  |
|    | Italia (bandiera)      | G     | Sabrina Sidoti    | 1971 | 174  |  |
|    | Italia (bandiera)      | P     | Paola Vacca       | 1969 | 160  |  |
|    | Italia (bandiera)      | PG    | Monica Barbaro    | 1974 | 162  |  |
|    | Italia (bandiera)      | G     | Cristina Busà     | 1976 | 175  |  |

## Statistiche
| Giocatrice | Gare | Punti | Minuti | Tiri da due | Tiri da due | Tiri da due | Tiri da tre | Tiri da tre | Tiri da tre | Tiri liberi | Tiri liberi | Tiri liberi | Rimbalzi | Rimbalzi | Palle | Palle | Assist | Val. |
| Giocatrice | Gare | Punti | Minuti | R           | T           | %           | R           | T           | %           | R           | T           | %           | O        | D        | P     | R     | Assist | Val. |
| ---------- | ---- | ----- | ------ | ----------- | ----------- | ----------- | ----------- | ----------- | ----------- | ----------- | ----------- | ----------- | -------- | -------- | ----- | ----- | ------ | ---- |
| Gillom     | 32   | 871   | 1197   | 360         | 566         | 63,6        | 1           | 2           | 50,0        | 148         | 202         | 73,3        | 94       | 168      | 90    | 95    | 7      | 884  |
| Lawrence   | 32   | 689   | 1228   | 253         | 486         | 52,1        | 7           | 13          | 53,8        | 162         | 228         | 71,1        | 68       | 294      | 108   | 108   | 45     | 791  |
| Correnti   | 32   | 316   | 945    | 63          | 130         | 48,5        | 51          | 152         | 33,6        | 37          | 46          | 80,4        | 9        | 40       | 49    | 34    | 13     | 186  |
| Adamoli    | 32   | 261   | 833    | 82          | 160         | 51,3        | 13          | 31          | 41,9        | 58          | 76          | 76,3        | 13       | 35       | 59    | 30    | 19     | 185  |
| Daprà      | 32   | 213   | 976    | 39          | 80          | 48,8        | 37          | 91          | 40,7        | 24          | 42          | 57,1        | 10       | 39       | 68    | 67    | 49     | 197  |
| Pasini     | 32   | 119   | 755    | 44          | 89          | 49,4        | 5           | 29          | 17,2        | 16          | 25          | 64,0        | 8        | 25       | 37    | 38    | 18     | 93   |
| Guida      | 27   | 48    | 212    | 15          | 29          | 51,7        | 3           | 18          | 16,7        | 9           | 17          | 52,9        | 7        | 10       | 22    | 16    | 3      | 25   |
| Gasperini  | 21   | 15    | 118    | 5           | 13          | 38,5        | 0           | 0           |             | 5           | 6           | 83,3        | 4        | 13       | 11    | 7     | 2      | 21   |
| Sidoti     | 9    | 7     | 45     | 3           | 8           | 37,5        | 0           | 1           | 0,0         | 1           | 4           | 25,0        | 1        | 0        | 2     | 2     | 0      | -1   |
| Vacca      | 16   | 2     | 92     |             | 0           |             | 0           | 3           | 0,0         | 2           | 6           | 33,3        | 0        | 1        | 2     | 3     | 2      | -1   |
| Barbaro    | 4    | 2     | 24     | 1           | 1           | 100,0       | 0           | 0           |             | 0           | 0           |             | 1        | 1        | 1     | 1     | 0      | 4    |
| Busà       | 0    | 0     | 0      |             | 0           |             | 0           | 0           |             | 0           | 0           |             | 0        | 0        | 0     | 0     | 0      |      |